# Luis Tomasello

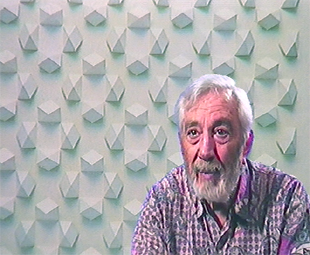
Luis Tomasello.

Luis Tomasello (*La Plata, 29 de noviembre de 1915 - París, 17 de enero de 2014) fue un artista plástico argentino, residente en París desde 1957.

## Biografía
En 1932 Tomasello ingresa en la Escuela Nacional de Bellas Artes Prilidiano Pueyrredón. Entre 1940 a 1944, continúa sus estudios en la Escuela Superior de Bellas Artes de la Nación Ernesto de la Cárcova en Buenos Aires y trabaja en arte figurativo hasta 1950.
En 1945 efectúa su primer viaje a Europa y comienza a realizar trabajos en abstracción geométrica. En 1951, viaja a Sicilia para conocer la tierra desde la que emigró su padre. Descubre la obra de Mondrian. Vive durante un período de seis meses en París. Se deslumbra con los vitrales medievales de la Catedral de Chartres y por primera vez manifiesta su intuición por el color y la luz, que serán temas determinantes en sus obras posteriores.
En 1954 formó parte de la Asociación Arte Nuevo, en Buenos Aires, junto con Aldo Pellegrini, Carmelo Arden Quin (1913-2010), Martín Blaszko (1920-2011), Ana Sacerdote (1925-), Gregorio Vardánega, Virgilio Villalba y otros.
En 1957 luego de radicarse en forma definitiva en París, Tomasello realiza sus primeras experiencias cinéticas en el plano, donde trabaja con Marino di Teana. Al año siguiente realiza sus primeros relieves donde en forma pionera integra los efectos de la reflexión de los colores. En 1958 se incorpora al grupo de la Galerie Denise René y posteriormente se aboca por completo a desarrollar obras totalmente enfocadas a investigar los fenómenos de la luz.
En sus Atmósferas cromoplásticas, unas pequeñas maderillas con cortes transversales pintados en color, iluminan el fondo de la obra. La luz coloreada, se refleja entonces sobre la superficie blanca.
En 1976 hace una retrospectiva en el Musée d'Art Moderne de la Ville de París; en 1962 en el Museo Nacional de Bellas Artes (MNBA) de Buenos Aires; en 1985, en el Museo de Arte Contemporáneo de Madrid y en 1996 en Holanda.
En 1976 obtiene el reconocimiento de Caballero de las Artes y de las Letras, París, Francia. En 2012 recibió el Premio Konex - Diploma al Mérito en la disciplina "Pintura: Quinquenio 2002 - 2006" por su trayectoria artística en la última década.
Ha exhibido en galerías de Londres, Houston, Quito, La Habana, Seattle, Düsseldorf, La Haya, etc.
Obras en las colecciones del Albright-Knox Art Gallery, Buffalo; New York University Museum, Otterlo; el Musée National d'Art Moderne, París; Fundación March, España; Museo Nacional Centro de Arte Reina Sofía, España; MACLA Museo de Arte Contemporáneo Latinoamericano de La Plata, que posee la mayor cantidad de obras de su autoría en el mundo.